# Lijst van gouverneurs van Rajasthan
Dit is een lijst van gouverneurs van de Indiase deelstaat Rajasthan. De gouverneur is hoofd van de deelstaat en wordt voor een termijn van vijf jaar aangewezen door de president. De rol van de gouverneur is hoofdzakelijk ceremonieel en de echte uitvoerende macht ligt bij de ministerraad, met aan het hoofd de chief minister.
| #   | Naam                       | Begin termijn     | Einde termijn     |
| --- | -------------------------- | ----------------- | ----------------- |
| 1   | Gurumukh Nihal Singh       | 1 november 1956   | 16 april 1962     |
| 2   | Sampurnanand               | 16 april 1962     | 16 april 1967     |
| 3   | Sardar Hukam Singh         | 16 april 1967     | 1 juli 1972       |
| 4   | Sardar Jogendra Singh      | 1 juli 1972       | 15 februari 1977  |
| wnd | Vedpal Tyagi               | 15 februari 1977  | 11 mei 1977       |
| 5   | Raghukul Tilak             | 17 mei 1977       | 8 augustus 1981   |
| wnd | Kalyan Dutt Sharma         | 8 augustus 1981   | 6 maart 1982      |
| 6   | Om Prakash Mehra           | 6 maart 1982      | 4 januari 1985    |
| 7   | Vasantrao Patil            | 20 november 1985  | 15 oktober 1987   |
| 8   | Sukhdev Prasad             | 20 februari 1988  | 3 februari 1990   |
| wnd | Milap Chand Jain           | 3 februari 1990   | 14 februari 1990  |
| 9   | Debi Prasad Chattopadhyaya | 14 februari 1990  | 26 augustus 1991  |
| wnd | Swarup Singh               | 26 augustus 1991  | 5 februari 1992   |
| 10  | Marri Chenna Reddy         | 5 februari 1992   | 31 mei 1993       |
| wnd | Dhanik Lal Mandal          | 31 mei 1993       | 30 juni 1993      |
| 11  | Bali Ram Bhagat            | 30 juni 1993      | 1 mei 1998        |
| 12  | Darbara Singh              | 1 mei 1998        | 24 mei 1998       |
| wnd | Navrang Lal Tibrewal       | 25 mei 1998       | 16 januari 1999   |
| 13  | Anshuman Singh             | 16 januari 1999   | 14 mei 2003       |
| 14  | Nirmal Chandra Jain        | 14 mei 2003       | 22 september 2003 |
| wnd | Kailashpati Mishra         | 22 september 2003 | 14 januari 2004   |
| 15  | Madan Lal Khurana          | 14 januari 2004   | 1 november 2004   |
| wnd | T. V. Rajeswar             | 1 november 2004   | 8 november 2004   |
| 16  | Pratibha Patil             | 8 november 2004   | 21 juni 2007      |
| wnd | Akhlaqur Rahman Kidwai     | 21 juni 2007      | 6 september 2007  |
| 17  | Shilendra Kumar Singh      | 6 september 2007  | 1 december 2009   |
| 18  | Prabha Rau                 | 2 december 2009   | 26 april 2010     |
| wnd | Shivraj Patil              | 26 april 2010     | 12 mei 2012       |
| 19  | Margaret Alva              | 12 mei 2012       | 7 augustus 2014   |
| wnd | Ram Naik                   | 8 augustus 2014   | 3 september 2014  |
| 20  | Kalyan Singh               | 4 september 2014  | 8 september 2019  |
| 21  | Kalraj Mishra              | 9 september 2019  | huidig            |